# Plusfours
Plusfours (af eng. plus og four) er en type knæbukser, der går 4 engelske tommer (ca. 10 cm) under knæet, og de er således 4 engelske tommer længere end knickerbockers, deraf navnet. Knickerbockers er normalt blevet forbundet med sportstøj siden 1860'erne. Plusfours blev introduceret i 1920'erne og blev populære blandt sportsfolk, særligt golfspillere og jægere, da de tillod større bevægelsesfrihed end knickers.
Plusfours blev introduceret i USA af fyrsten af Wales (den senere kong Edvard 8. af Storbritannien) under en rejse i 1924.
De blev senere gjort populære igen af den professionelle golfspiller Payne Stewart (aktiv 1982-1999), som bar dem under PGA Tour.
I 2008 producerede André Benjamins plusfours til sit Benjamin Bixby-tøjmærke, som var baseret på tøj båret af atleter fra Ivy League i 1930'erne.
Der findes andre typer lignende knæbukser, som plus twos, plus sixes, og plus eights hvis længde ligeledes er defineret ud fra antallet af engelske tommer under knæet.
Tegneseriefiguren Tintin fra Tintins oplevelser er iført plusfours, der igen var inspireret af den dansk skuespiller Palle Huld.